# Люблинский пруд
Любли́нский пруд — искусственный водоём на юго-востоке Москвы. Располагается на территории Люблинского парка в устье реки Чурилихи. Один из крупнейших прудов Москвы. Создан в конце XVIII — начале XIX веков на территории усадьбы Люблино. Люблинский пруд замыкает систему Кузьминских прудов.
Высота над уровнем моря — 125 м.

## История возникновения
История создание Люблинского пруда связана с Люблинской усадьбой. В XVIII веке в районе водоёма располагалась деревня Люблино, принадлежавшая князю В. И. Прозоровскому. В начале 1800-х годов он продал её действительному статскому советнику Н. А. Дурасову, который построил в районе пруда современную усадьбу Люблино. Нет сведений, существовал ли пруд ранее, при предыдущей усадьбе, или был создан одновременно с усадьбой Дурасова.

## Географические характеристики
Площадь 16,8 га. Средняя глубина 2,5 м. Объём воды в водоёме 420 тыс. м³. Питание за счёт грунтовых и поверхностных вод реки Чурилиха. Дно песчаное пологое. На северном берегу на территории Парка имени Шкулёва оборудован пляж. Разделён насыпью Краснодонской улицы на западный (большой) и восточный (малый) пруды. По северной границе Люблинского пруда проходит граница районов Текстильщики и Люблино. Длина пешеходной дорожки вдоль набережной пруда составляет 3 километра.

## Современное состояние
Является частью Люблинского парка. Для прогулок на лодках не используется, хотя и имеет оборудованную лодочную станцию с лодочной пристанью. Пользуется популярностью у рыболовов-любителей (водятся уклейка, бычок, плотва, караси, лещи, окунь, сазан, карп, мелкий сом и судак). В последние годы вода в пруду сильно цветёт. На северном берегу пруда расположена спасательная станция (опорный пункт) МЧС России. Акватория пруда патрулируется спасательным катером. В ноябре 2012 года на пруду появился катер на воздушной подушке.
В мае 2013 года часть парка вошла в состав Кузьминского лесопарка.

### Правила поведения
На берегу пруда разрешено загорать, но запрещено купаться, жарить шашлык в мангале и разводить костры, выгуливать собак без поводка, поскольку парк вокруг пруда относится к Особо охраняемым природным территориям Москвы.

### Ближайшие станции метро
- «Волжская» — выходы из метро находятся на северном берегу пруда.
- «Текстильщики», далее ехать троллейбусом № 50 или автобусами № 54, 623, 633, 650.

## Галерея

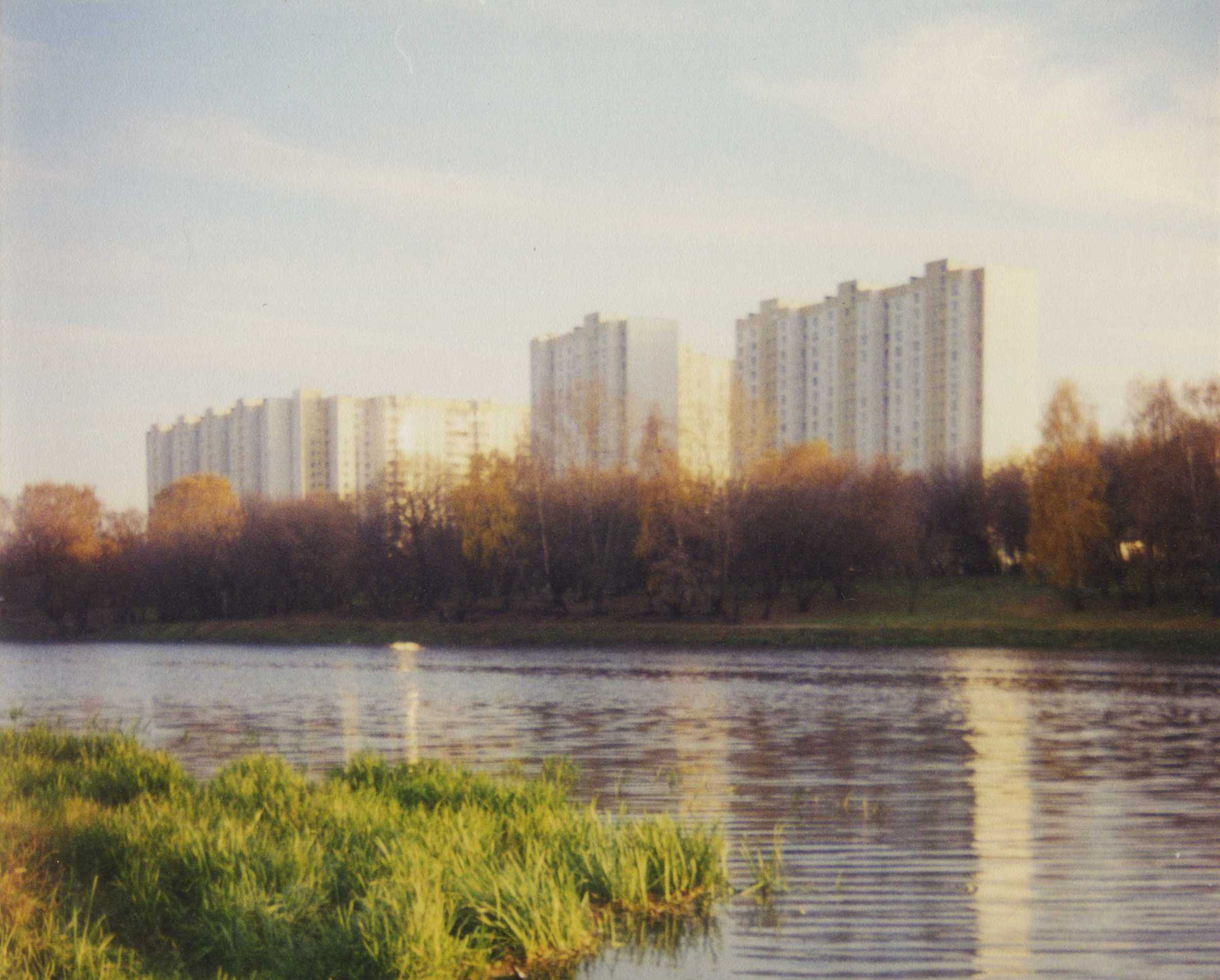
Со стороны станции метро «Волжская»
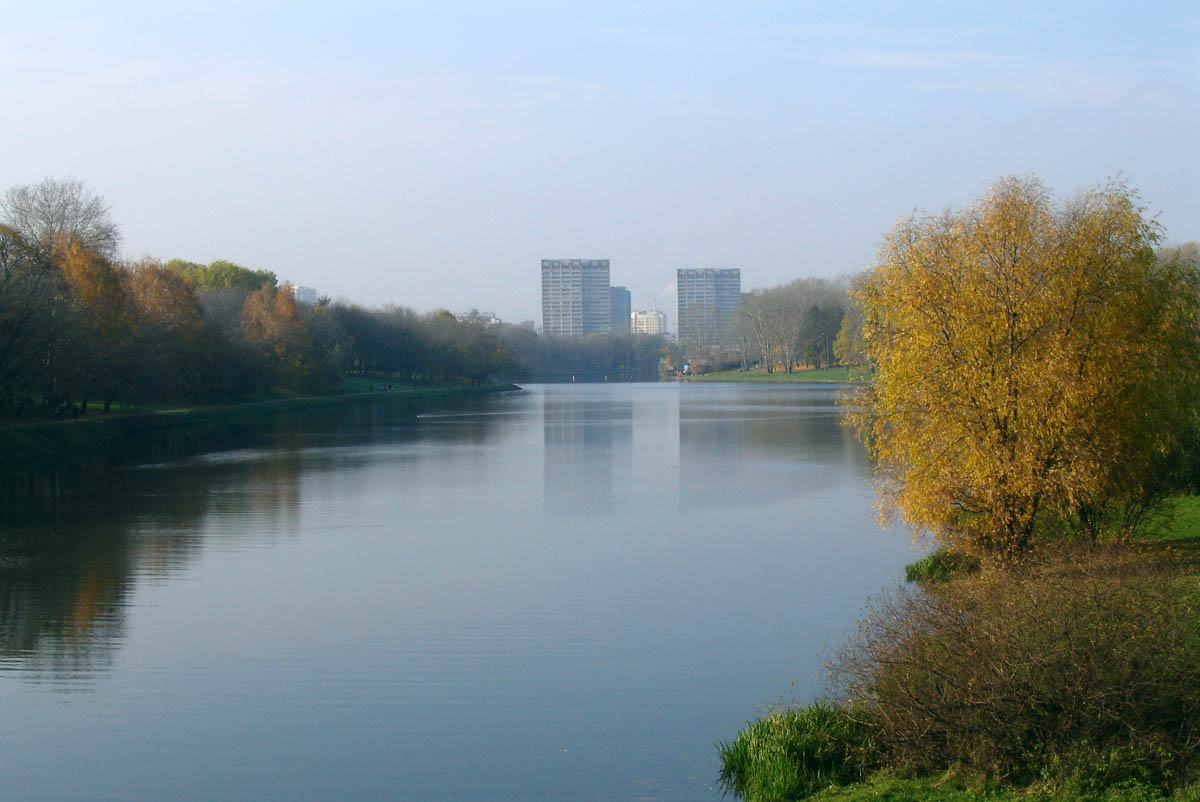
Вид с дамбы на Краснодонской улице осенью…
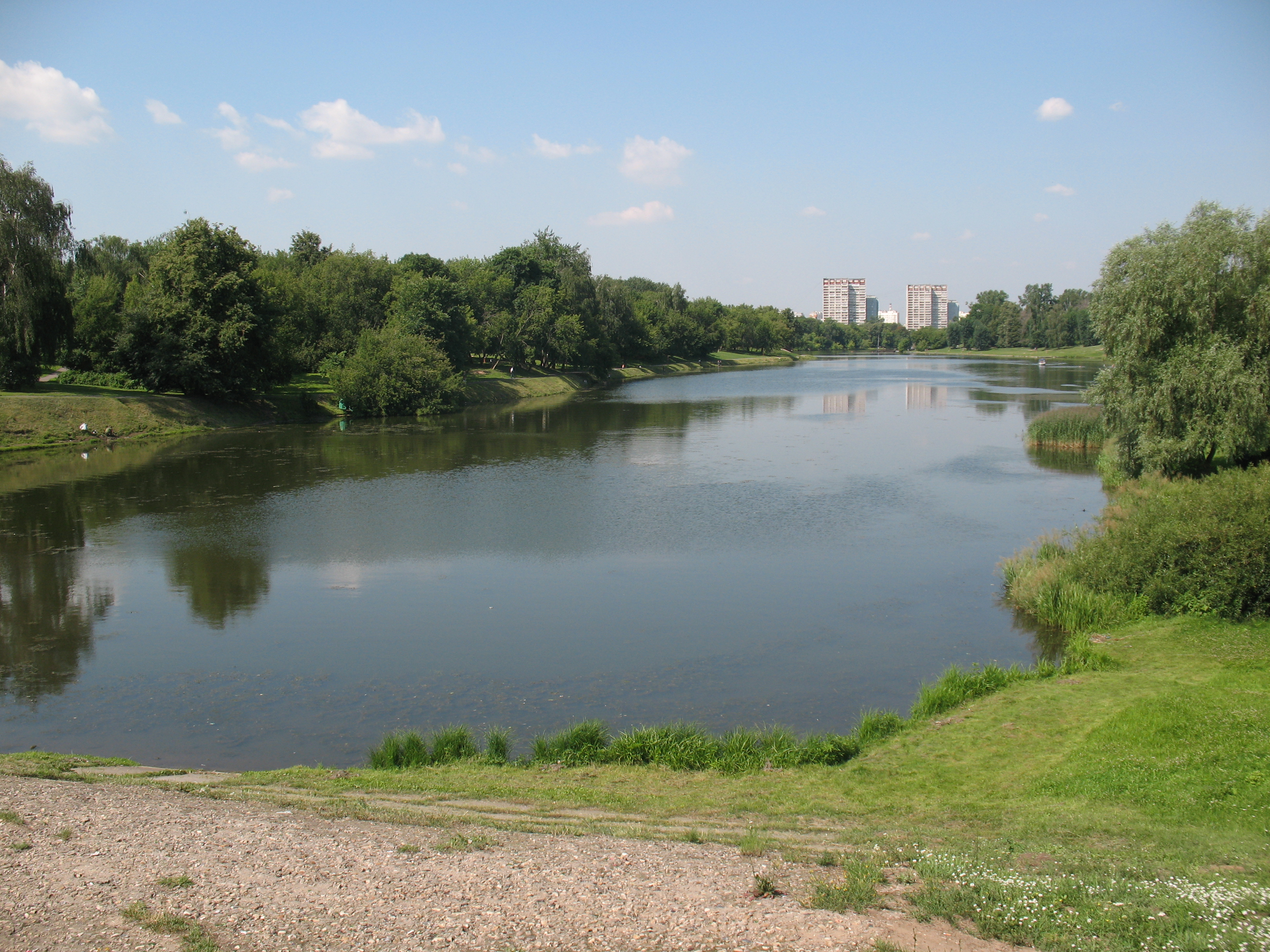
…И летом
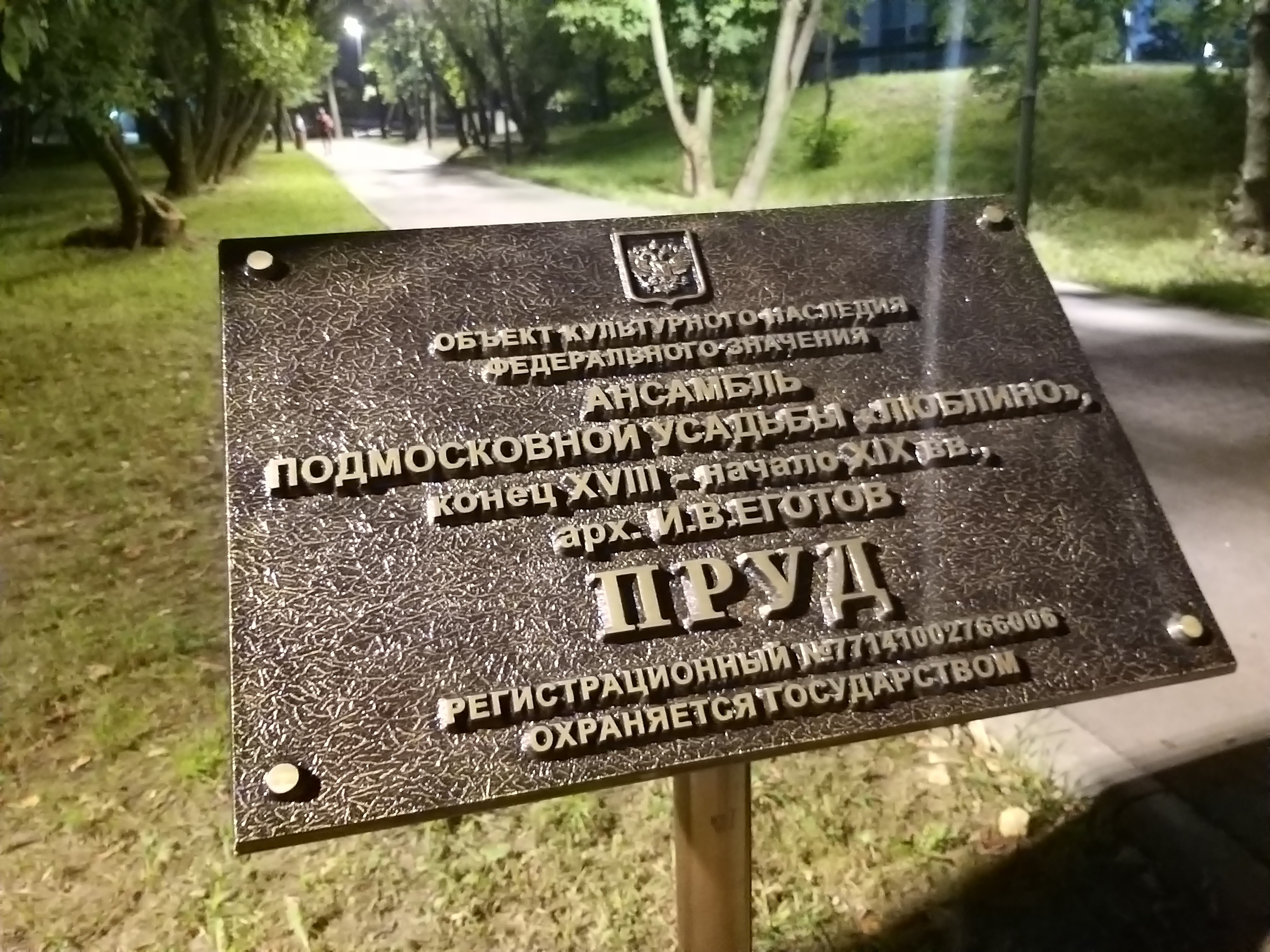
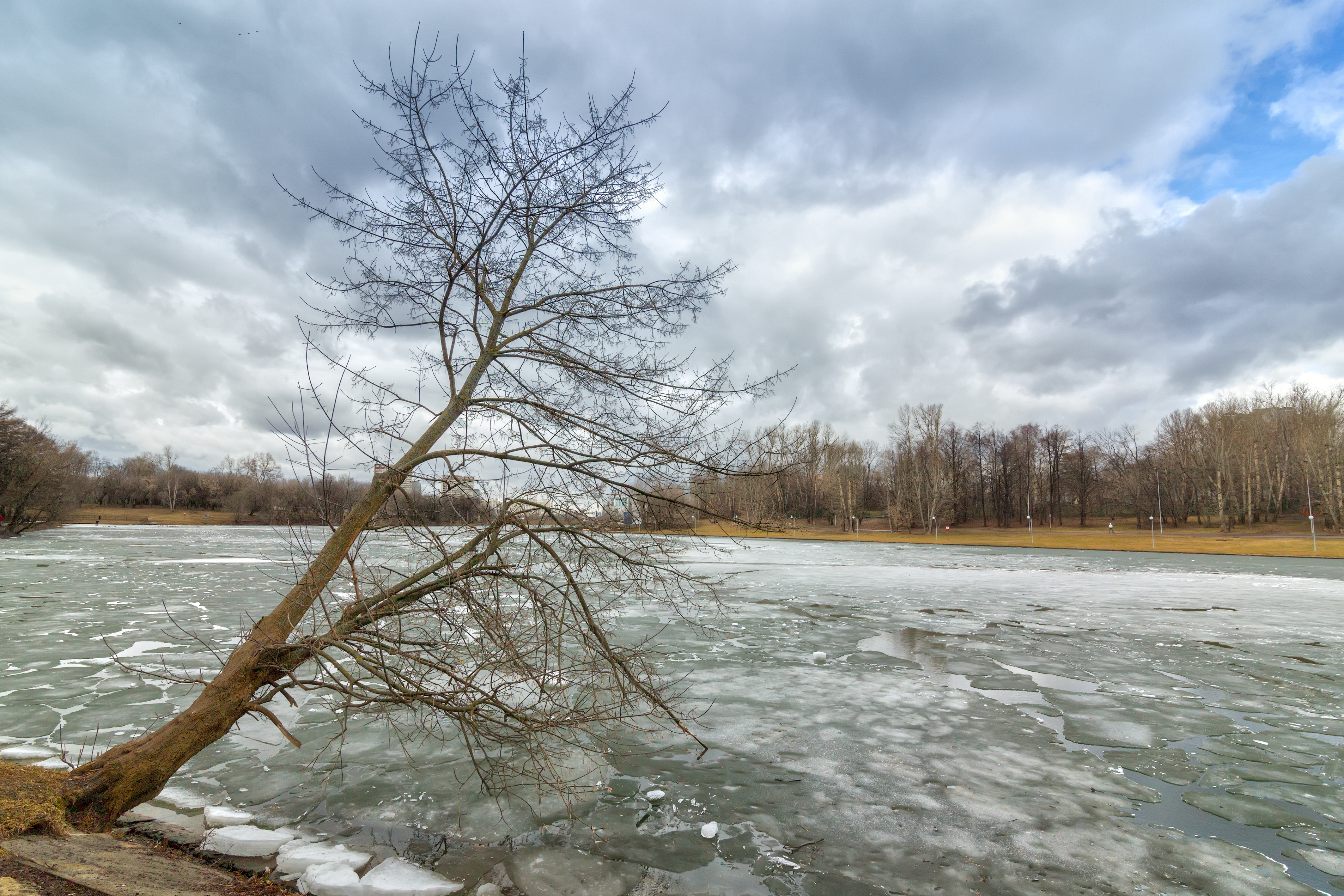
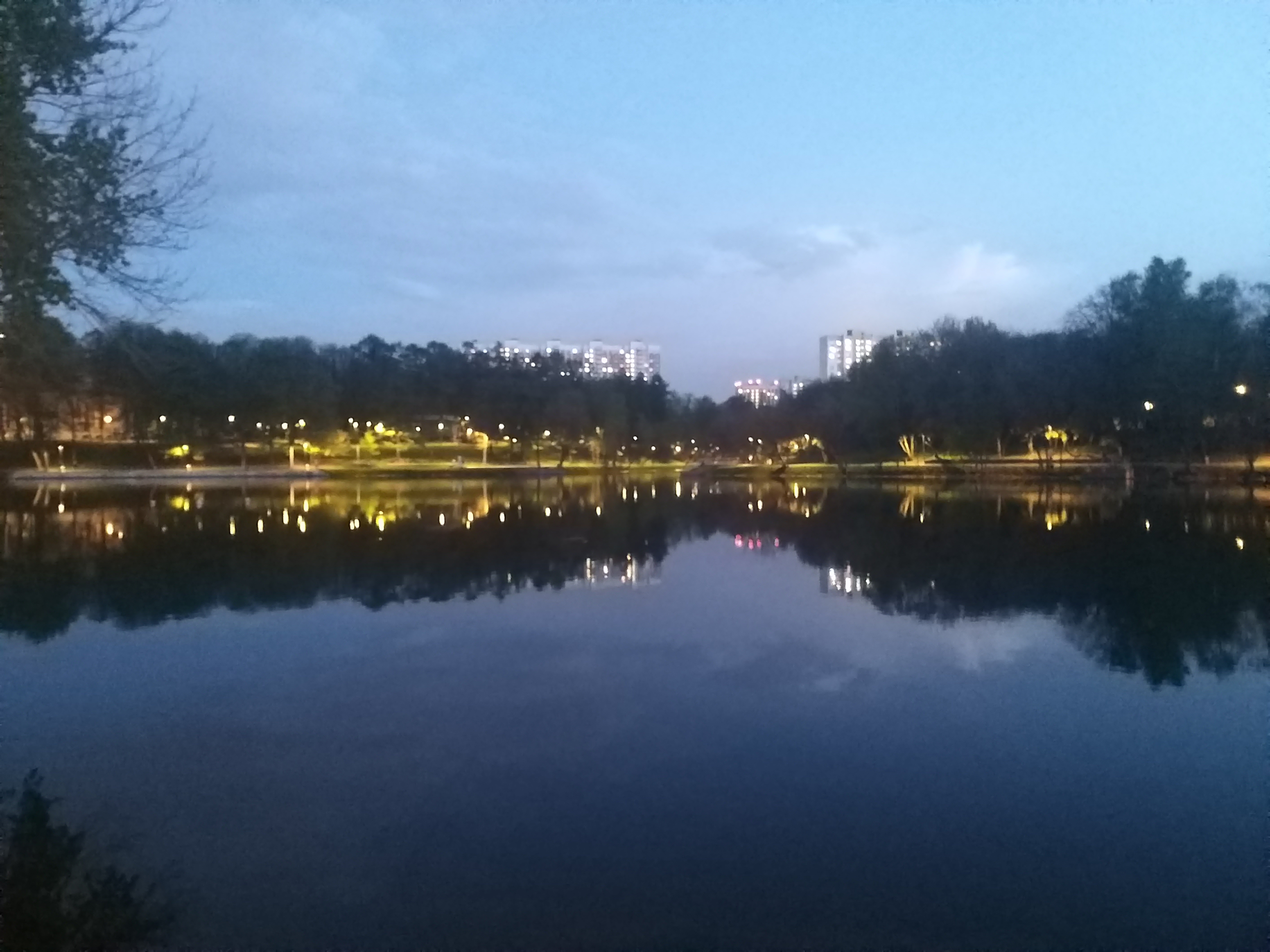
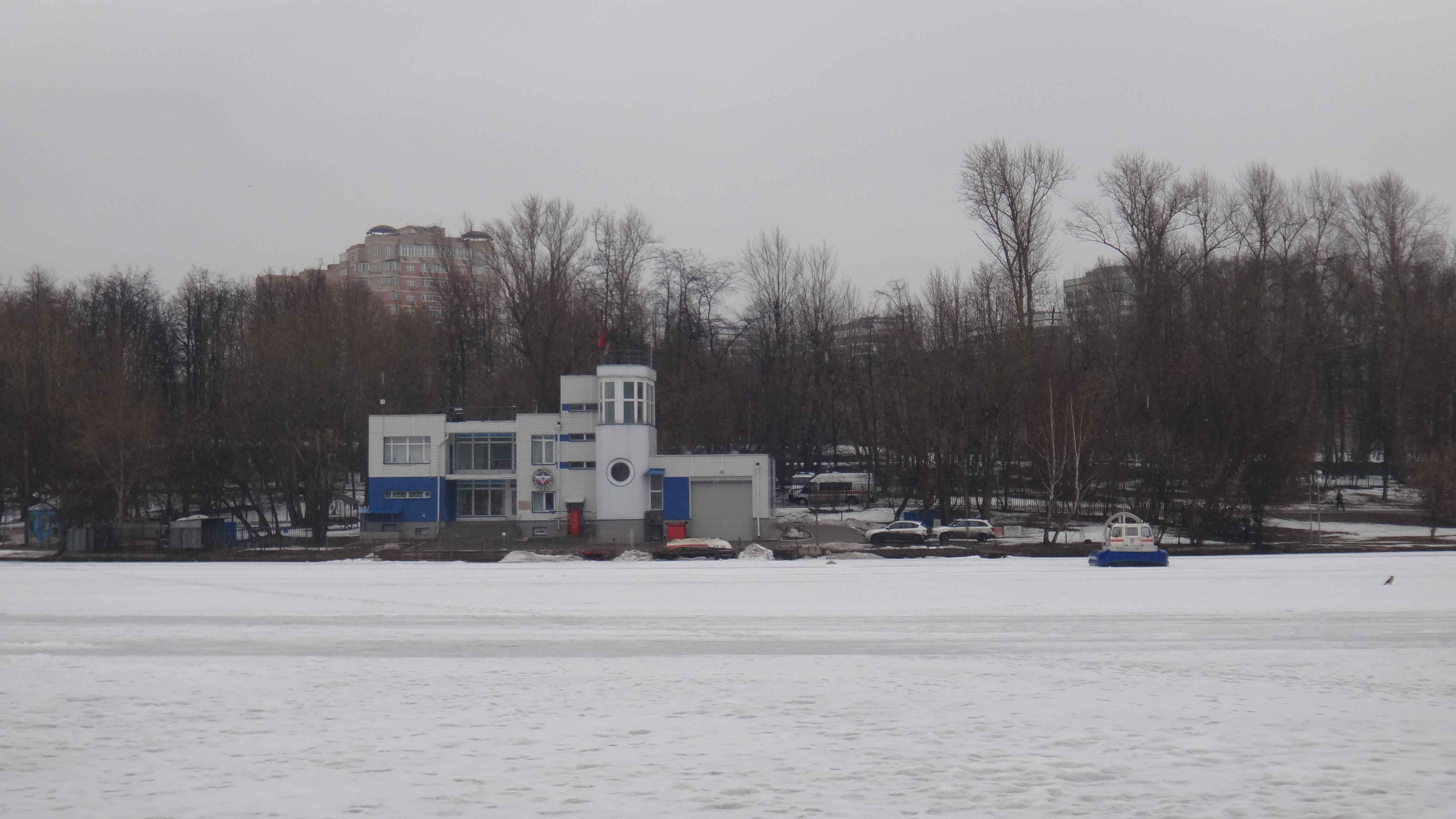
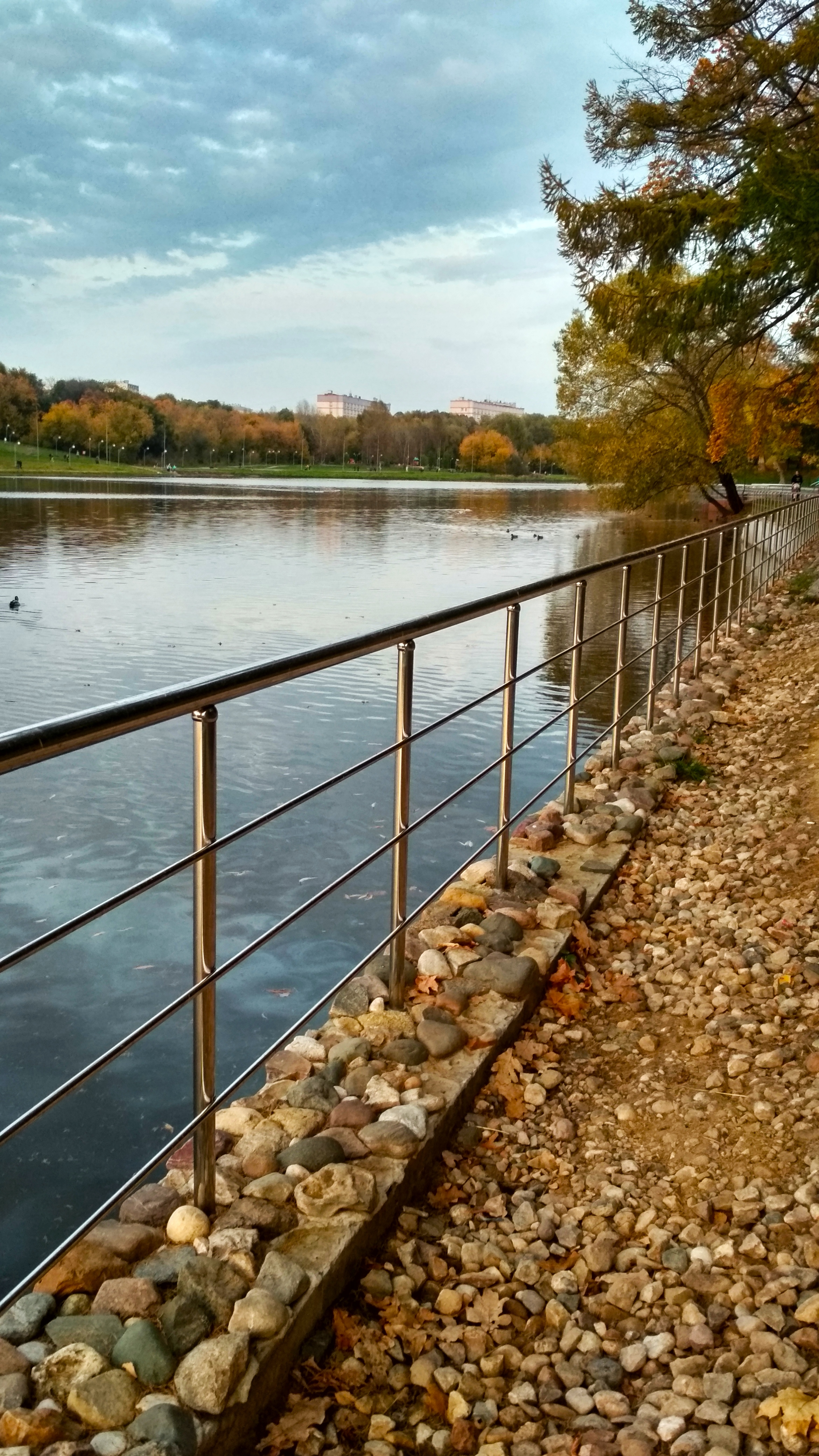